# 脫歡 (鎮南王)
脱欢（？—1301年），《大越史記全書》作脫驩，元世祖忽必烈的第九子，封镇南王。

## 生平
至元二十一年（1284年）六月，封镇南王，镇守鄂州（今湖北省武汉市），赐螭纽金印。七月，因占城执杀元朝奉使暹罗之使臣，奉命总荆湖诸军征占城，假道越南陈朝。十二月，至越南，陈朝上皇陳圣宗陈日烜派从兄与陈兴道将兵拒元。脱欢谕令陈兴道退兵，陈兴道不从。于是分军六道进攻越南。二十二年（1285年）正月，转战到富良江，大败越南水军。陈日烜為爭取御敵的時間，便將最小的妹妹安姿公主送予脫歡。陈日烜弃城而走，其弟陳益稷降元。脱欢入陈朝京都昇龍大罗城，不屯富良江北，唆都等人从占城来会。水陆分兵，追击陈日烜。五月，左丞李恒在安邦海口差点擒获陈日烜。当时暑雨疫作，粮运不继，诸将议退军。脱欢听从。五月二十，元军在册江结筏安浮桥渡河，越軍林中伏兵斬元將唆都。李恒殿后，毒矢贯穿膝盖，且战且行，仅卫脱欢出境。至思明州，士马亡失过半。元世祖得知，敕留蒙古军百人，汉军四百人为脱欢宿卫，其他诸军各回驻地。
第二年（1286年）春，召征东宣慰都元帅来阿八赤与阿里海牙至大都讨论伐安南，立征交趾行尚书省，以阿里海牙为左丞相，来阿八赤右丞，奥都赤为平章政事，乌马儿、樊楫等为参知政事，并受脱欢节制。征发江淮、江西、湖广三行省蒙古、汉军七万人，战舰五百艘，云南兵六千人，海外四州黎兵一万五千人，海道万户张文虎等运粮十七万石，水陆军一共十万，分兵三道再攻安南。
湖广行省奏请缓师，诏阿里海牙返回。十一月，脱欢到达思明州，命右丞程鹏飞与奥鲁赤等分道并进，来八赤率领万人为前锋。脱欢到达界河，来阿八赤击败安南军。诸军会于万劫。十二月，脱欢到达茅罗港，攻破浮山寨，率诸军渡富良江，进逼陈朝京都昇龙。陳圣宗、陳仁宗父子退到啖南堡，诸军攻下啖南（敢喃）等城。二十五年（1288年）正月，陳圣宗入海，元军追之不及，还军。军中粮尽，脱欢派乌马儿至安邦海口迎张文虎的粮船。二月，元军退到安劫。三月，退到内旁关。安南军截击元军归路，万户张均率所部三千人力战，元军出关。陳圣宗率兵三十万扼守女儿关及邱急岭，脱欢从单已县经过盝州回到思明州。来阿八赤、樊楫、万户张玉都阵亡。 
元世祖以脱欢丧师辱国，命他终身不许入觐。开始，脱欢始受封命镇鄂州，因为在南征军中所以没有镇守鄂州。二十八年（1291年），率蒙汉军一千五百人镇守扬州。三十一年（1294年），忽必烈驾崩后，与诸王翊戴铁穆耳即位。大德五年（1301年），脱欢卒，子老章袭封。

## 家庭

### 妻妾
- 妾：陳氏（大越陳朝安姿公主）

### 子
1. 镇南王老章
2. 镇南王脱不花（子孛羅不花、孛罗不花子大圣奴）
3. 威顺王宽彻普化
4. 淮王帖木兒不花
5. 文济王蠻子
6. 安德王不答失里。

## 资料来源
- 《元史·宗室世系表》
- 《新元史》